# Pucuk Deku
Pucuk Deku is een bestuurslaag in het regentschap Aceh Tengah van de provincie Atjeh, Indonesië. Pucuk Deku telt 328 inwoners (volkstelling 2010).